# Kovářská
Kovářská település Csehországban, Chomutovi járásban. Kovářská Loučná pod Klínovcem, Měděnec, Kryštofovy Hamry, Vejprty és Perštejn településekkel határos. Lakosainak száma 972 fő (2024. január 1.).

## Népesség
A település lakosságának változását az alábbi diagram mutatja:
| Lakosok száma | 2942 | 4159 | 3998 | 1636 | 1614 | 1106 | 1062 | 1008 | 940  | 972  |
|               | 1869 | 1900 | 1921 | 1961 | 1980 | 2011 | 2016 | 2019 | 2021 | 2024 |